# Nanuk, der Eskimo
Nanuk, der Eskimo (Originaltitel: Nanook of the North) war der erste lange amerikanische Dokumentarfilm, der ein weites Publikum begeisterte; er wurde von Robert J. Flaherty im Jahr 1922 produziert. Der Film gilt als einer der bedeutendsten Dokumentarfilme der Stummfilmära und wird oft fälschlicherweise als der erste Dokumentarfilm in Spielfilmlänge bezeichnet. Tatsächlich stammen die ersten Dokumentarfilme mit einer Laufzeit von über 60 Minuten vom deutschen Bergfilmpionier Arnold Fanck (Das Wunder des Schneeschuhs, D 1919/20; Im Kampf mit dem Berge, D 1920/21). Außerdem wird der Film von einigen Autoren als erster ethnographischer Film bezeichnet.

## Handlung
Der Film begleitet über mehrere Wochen den Eskimo Nanuk und seine Familie, die aus den beiden Ehefrauen Nyla und Cunayou, dem jungen Sohn Allee und dem viermonatigen Baby Rainbow besteht. Dokumentiert wird das alltägliche Leben und die Arbeit, wie Robben- und Walrossjagd, Fischfang, Iglubau, Fellhandel, Pflege der Kinder und Betreuung der Schlittenhunde. Neben der Schönheit der Natur und der naiven Fröhlichkeit der Menschen wird auch die Härte des arktischen Lebens dargestellt. Die Familie gerät bei einem plötzlichen Schneesturm in Lebensgefahr, und sie wird von Hunger und Verzweiflung geplagt.

## Hintergrund

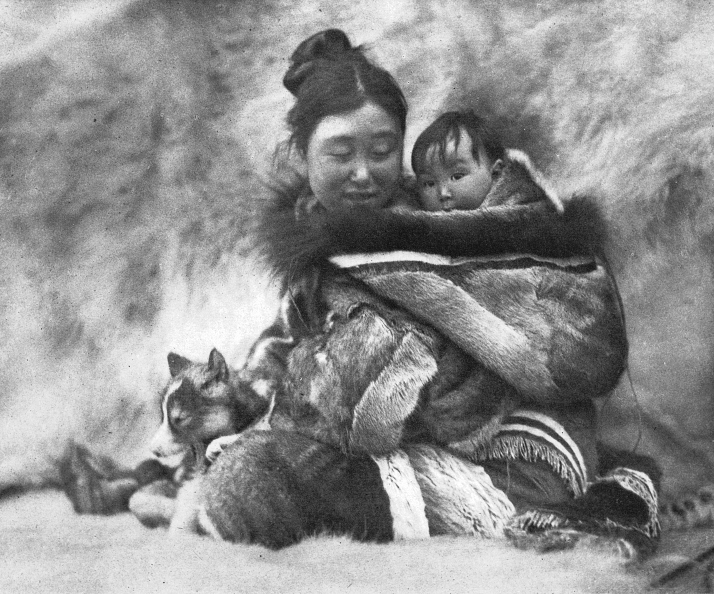
Nyla, die Frau Nanuks

Flaherty drehte die Dokumentation über das alltägliche Leben der Eskimo-Familie von Nanuk und Nyla nahe dem Ort Inukjuaq in der Arktis von Québec, Kanada. Flaherty hatte in dieser Region als Prospektor gearbeitet und dabei auch Filmaufnahmen gemacht, die er ab 1916 in Toronto in Privatvorführungen zeigte. Beim Verschiffen entzündete sich das Material von 9000 Meter, als Flaherty versehentlich Zigarettenasche auf die schnell entzündlichen Filme fallen ließ. Neuerliche Aufnahmen machte Flaherty – unterstützt von Revillon Frères – von August 1920 bis August 1921.

## Kontroversen
Flaherty wurde dafür kritisiert, in seinem Film auf trügerische Weise inszenierte Ereignisse als Realität darzustellen. „Nanuk“ hieß in Wirklichkeit Allakariallak. Flaherty wählte diesen Namen wegen seiner scheinbaren Authentizität, die ihn für das euro-amerikanische Publikum besser vermarktbar macht. Auch die im Film gezeigte „Ehefrau“ war nicht wirklich Nanuks Frau. Laut Charlie Nayoumealuk, der in Nanook Revisited (1990) interviewt wurde, waren die beiden Frauen im Film – Nyla (Alice [?] Nuvalinga) und Cunayou (deren richtiger Name nicht bekannt ist) – nicht Allakariallaks Frauen, sondern lebten in wilder Ehe mit Flaherty. Und obwohl Allakariallak bei der Jagd normalerweise ein Gewehr benutzte, regte Flaherty an, er solle so jagen wie seine Vorfahren es taten, um die Lebensweise der Eskimos vor der europäischen Kolonialisierung Amerikas einzufangen. In den 1920er Jahren, als Nanuk gedreht wurde, hatten die Eskimos bereits begonnen, westliche Kleidung zu tragen und zur Jagd wurden statt Harpunen eher Gewehre verwendet. Dieser Sachverhalt stieß später auf Kritik bei den Anhängern des Cinéma vérité. Auch stellte Flaherty die Gefahren für die Eskimo-Jäger überspitzt dar, indem er wiederholt behauptete, Allakariallak sei weniger als zwei Jahre nach Fertigstellung des Films verhungert, obwohl er zu Hause starb – wahrscheinlich an Tuberkulose.
Darüber hinaus wurde der Film dafür kritisiert, dass die Eskimos als untermenschliche arktische Wesen ohne Technologie oder Kultur dargestellt werden. Dadurch werden stereotype Abbildungen arktischer Völker in der westlichen Vorstellungswelt reproduziert, die diese außerhalb der modernen Geschichte positionieren. In einer der Szenen fahren Nanuk und seine Familie mit einem Kajak zu einem Handelsposten, weil Nanuk bei dem weißen Händler Häute von Füchsen, Robben und Eisbären eintauschen möchte. Als die beiden Kulturen aufeinander treffen, kommt es zur Interaktion. Der Händler spielt Musik auf einem Grammophon und versucht zu erklären, wie man seine Stimme „konservieren“ kann. Nanuk starrt das Gerät an und nähert sein Ohr, als der Händler erneut kurbelt. Der Händler entfernt schließlich die Schallplatte und gibt sie Nanuk, der sie zuerst betrachtet, sie dann in den Mund nimmt und hineinbeißt. Dies kann so interpretiert werden, dass die Szene das Publikum dazu bewegen soll, über die Naivität von Nanuk und von der westlichen Kultur isolierten Menschen zu lachen. Sie könnte als Bestätigung für das Publikum dienen, dass die „primitive“ indigene Person weniger ist als die „moderne“ westliche Person – weniger zivilisiert und weniger intelligent. Vorurteile dieser Art werden im Kolonialismus häufig verwendet, um die Vormachtstellung der Kolonisatoren zu legitimieren. In Wirklichkeit war die Szene komplett geskriptet und Allakariallak wusste, was ein Grammophon war. Der Film wurde auch dafür kritisiert, dass die Eskimos darin mit Tieren verglichen werden. Der Film gilt als Artefakt der damaligen Populärkultur und auch als Resultat einer historischen Faszination für Eskimo-Darsteller in Ausstellungen, Zoos, Jahrmärkten, Museen und im frühen Kino.
In den 1980er Jahren wurde der Film, der lange Zeit nur in einer 48 Minuten langen Version zu sehen war, restauriert.

## Auszeichnungen
Der Film ist im Jahr 1989 in das National Film Registry aufgenommen worden.